# Antoni Jaszczak
Antoni Jaszczak (ur. 3 czerwca 1946 w Żarach, zm. 21 lipca 2008) – polski ekonomista, nauczyciel akademicki, urzędnik, przedsiębiorca, minister budownictwa w 2006.

## Życiorys

### Wykształcenie i praca zawodowa
W 1968 ukończył studia na Wydziale Morskim Wyższej Szkole Ekonomicznej w Sopocie, a następnie uzyskał stopień doktora nauk ekonomicznych na Uniwersytecie Gdańskim.
Był autorem podręczników akademickich z dziedziny zarządzania. Posiadał uprawnienia członka rad nadzorczych spółek Skarbu Państwa. Prowadził wykłady z zakresu problematyki europejskiej na Uniwersytecie Gdańskim, w Wyższej Szkole Turystyki i Hotelarstwa w Gdańsku oraz w Ateneum – Szkole Wyższej w Gdańsku. Specjalizował się w zakresie organizacji i zarządzania zintegrowanymi systemami informatycznymi. W latach 70. pracował jako informatyk w Algierii. W 1996 założył własną firmę, zajmującą się doradztwem ekonomicznym. Od 2001 do 2005 pracował w Urzędzie Wojewódzkim w Gdańsku na stanowiskach dyrektora wydziału rozwoju regionalnego i pełnomocnika wojewody ds. współpracy z zagranicą. Następnie przez kilka miesięcy był zarządcą komisarycznym w Przedsiębiorstwie Komunikacji Samochodowej w Bytowie.

### Działalność polityczna
Od 1964 członek Zjednoczonego Stronnictwa Ludowego, a następnie Polskiego Stronnictwa Ludowego (do 2006). Bez powodzenia kandydował z listy tej partii w wyborach samorządowych w 2002. W maju 2006 przeszedł do Samoobrony RP.
W wyniku zawiązania koalicji rządowej PiS-Samoobrona-LPR, 5 maja 2006 został z jej rekomendacji powołany na stanowisko ministra budownictwa w rządzie Kazimierza Marcinkiewicza. Ministrem był także w rządzie Jarosława Kaczyńskiego do 3 listopada 2006.

## Życie prywatne
Żonaty, miał dwoje dzieci. Pochowany na cmentarzu Witomińskim w Gdyni.